# Shizuka Minamoto
Shizuka Minamoto (源 静香) (Sue en Estados Unidos)  es un personaje principal de la serie televisiva Doraemon, es una chica de 10 a 11 años nacida en Japón (Tokio), el 8 de mayo. Proviene de una familia de clase media y sus padres son Yoshio Minamoto y Michiko Minamoto. Los dobladores de Shizuka en la serie fueron Masako Ebisu en 1973, Michiko Nomura de 1979 a 2005 y finalmente Yumi Kakazu a partir de 2005.

## Historia

### Cuando era niña
Shizuka Minamoto nació el 8 de mayo de 2000 según el anime del 2005. Es el menor en su familia. Es una niña de 10 (9 en el anime del 1973) años. Proviene de una familia de clase media. Sus padres son Yoshio Minamoto y Michiko Minamoto.

### Cuando ya es grande
Se casa con Nobita y tienen un hijo llamado Nobisuke el cual Shizuka siempre estará regañándolo por su mal comportamiento. Ella es ama de casa y no tiene trabajo.

## Apariencia
Es presentada como una niña muy bonita y alegre, de estatura mediana, piel clara y cabello castaño lacio siempre recogido en dos coletas bajas. Viste casi siempre un vestido color rosa con pollera a juego. En la serie de 1973 era baja en estatura al igual que Suneo, a partir de la serie 2005 es notable que su vestimenta varía en algunos episodios, aunque siempre mantiene su estilo femenino.

## Personalidad
Es una chica muy femenina, lo que hace que sea dulce y buena persona, pero también se puede enfadar. Un chiste recurrente de ella es que le encanta bañarse, pero muchas veces si alguien la mira de alguna forma, le hace enfadar. Otro chiste recurrente es que le encanta el boniato asado, pero siempre lo come a escondidas y lo guarda en secreto porque le avergüenza ese gusto.

## Familia y amigos

### Familia
- Michiko Minamoto: (o Señora Minamoto): es madre de Shizuka.

- Yoshio Minamoto (o Señor Minamoto): es el padre de Shizuka.
- Nobita Nobi: Futuro marido.
- Nobisuke Nobi: Futuro hijo.

### Amigos
- Nobita Nobi
- Hidetoshi Dekisugi
- Suneo Honekawa
- Takeshi Goda
- Doraemon